# Şükriye Dönmez
Şükriye Dönmez (* 1969 in Avanos, Türkei) ist eine in Deutschland aufgewachsene türkische Schauspielerin, die sich auch als Theater- und Kurzfilmregisseurin betätigt. Sie spielte die Hauptrolle in Fatih Akıns erstem Kurzfilm Sensin – Du bist es! (1995).

## Leben
Im Alter von sechs Monaten kam sie mit ihren Eltern aus der Türkei nach Deutschland, wo sie lange Zeit lebte. Im Juni 2004 berichtete das deutsche Politmagazin Kontraste über das Scheitern ihres im März 1999 gestellten Einbürgerungsantrages in die Bundesrepublik Deutschland, das nach fünf Jahren Bearbeitungszeit mit einer zwischenzeitlichen Arbeitslosigkeit begründet wurde. Dönmez ist türkische Staatsbürgerin (Stand 2004) und lebt nun in Istanbul.

## Werk
Nach der Hauptrolle in Sensin trat sie auch in dem Kinofilm Kurz und schmerzlos (1998) von Akın auf. Weitere auch große Rollen in Spielfilmen wie beispielsweise in Cemile (1996) oder zuletzt in Edwin Brienens Horrorfilm Hysteria (2006) folgten nach ihrem Debüt. In der TV-Serie Klinikum Berlin Mitte – Leben in Bereitschaft (2001) war Dönmez als Oberschwester Ayfer Şükür zudem in einer festen Rolle vertreten. Daneben weitere Fernseh- sowie Theaterarbeit, letztere auch als Regisseurin (beispielsweise beim Diyalog TheaterFest, wo sie 2001 Koppstoff von Feridun Zaimoğlu inszenierte und selbst die Hauptrolle übernahm). Mit ihren eigenen Kurzfilmen gewann die Schauspielerin auch einen regionalen Filmpreis (B-In-Berlin Film Award für Femme Fatal, 2005). Ihre Filme Femme Fatal und Das Foto (2004) wurden zudem auf der Interfilm Berlin gezeigt.

## Filmografie (Auswahl)

### Kino
- 1995 Sensin – Du bist es!
- 1995 Cemile
- 1998 Kurz und schmerzlos
- 2006 Hysteria

### Fernsehen
- 1999 Der Arabische Prinz
- 2001/2002 Klinikum Berlin Mitte – Leben in Bereitschaft
- 2004 Zeit der Wünsche

### Eigene Kurzspielfilme
- 2002 Mission ImPISSEbel
- 2004 Das Foto
- 2005 Femme Fatal
- 2005 Underdog
- 2007 Spot
- Die Pappnasen